# Ziro (Burquina Fasso)
O Ziro é uma província de Burquina Fasso localizada na região Centro-Oeste. Sua capital é a cidade de Sapouy.

## Departamentos

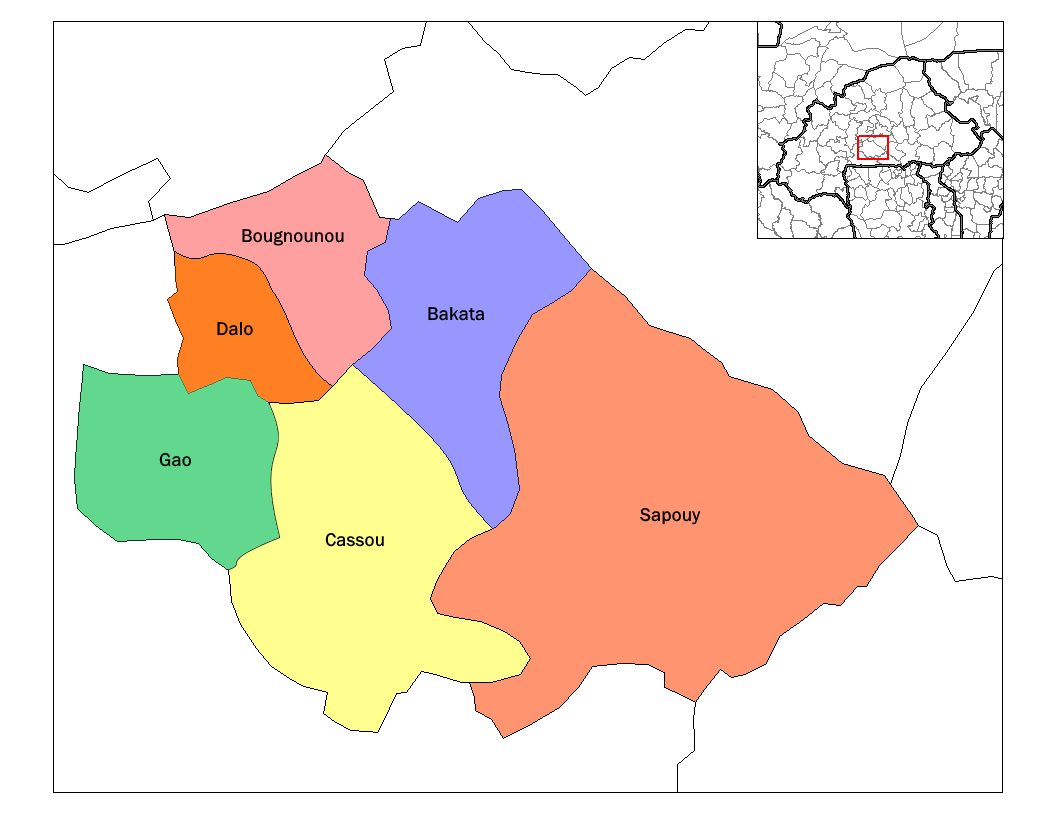
Localização dos diversos departamentos da província do Ziro, Burkina Faso

A província do Ziro está dividida em três departamentos:
- Bougnounou
- Cassou
- Sapouy